# Мідас (міфологія)

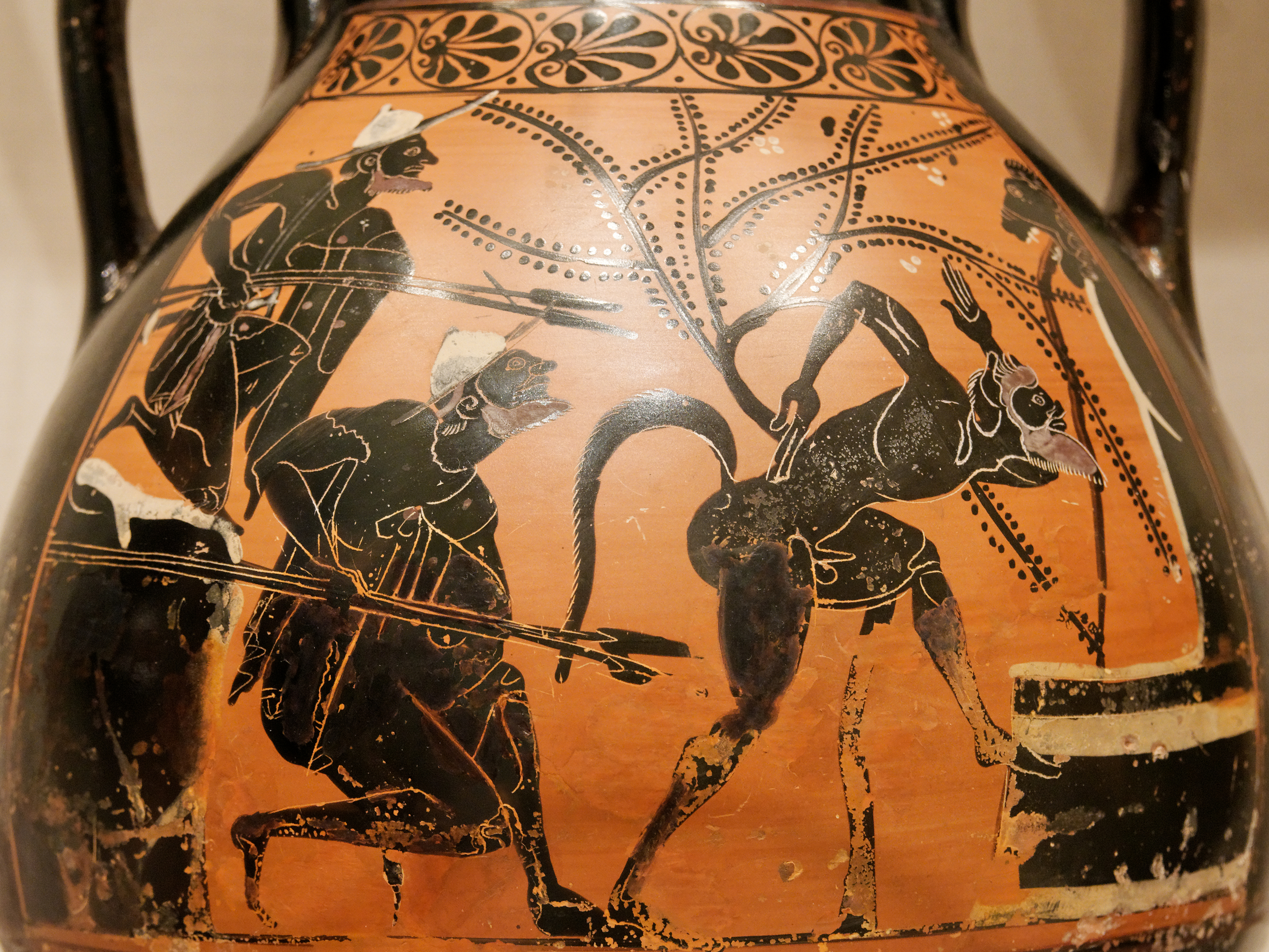
Мідас і сатир Сілен на давньогрецькому глеку

Міда́с (дав.-гр. Μίδας) — герой давньогрецьких міфів, прототипом якого був фригійський володар Мідас. Найбільш знаний за здатністю обертати все, чого торкався, на золото.

## Мідас у міфах

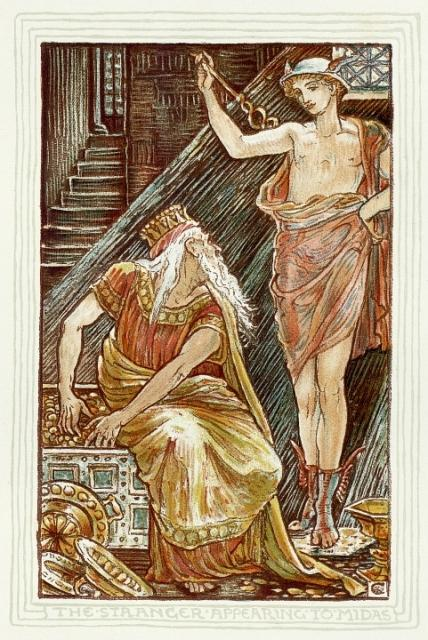
Діоніс дає Мідасові дар обертати все на золото

### Походження і правління
Мідас був народжений богинею Ідою і сатиром, ім'я якого забулося. У дитинстві, коли він лежав у колисці, туди заповзли мурахи і поклали між губ пшеничні зерна. Віщуни витлумачили це як знак того, що Мідас матиме величезне багатство. Коли він подорослішав, його навчав співець Орфей. Його життя минало в задоволеннях, Мідас правив македонським містом Бромієм і народом бригів. Вже тоді він прославився дивовижними трояндовими садами. Цар Фракії Гордій, що не мав дітей, всиновив Мідаса і той успадкував трон після його смерті.

### Дар Мідаса
Коли Діоніс подорожував світом через своє безумство, один з його сатирів, Сілен, відстав від армії Діоніса і заснув у трояндовому саду. Садівники Мідаса зв'язали непроханого гостя гірляндами квітів і привели до царя. Сілен розповів Мідасу про численні чудеса світу і далекі землі, розважаючи цими оповідями кілька днів. Після цього Мідас відпустив Сілена, давши своїх людей у супровід.
Діоніс віддячив за супровід Сілена до нього і сказав Мідасові, що виконає будь-яке його одне бажання. Цар на це забажав: «Прошу, зроби так, щоб все, до чого я доторкнуся, перетворювалося на золото». Мідас став обертати на золото камені, квіти та все інше чого торкався. Але скоро він побачив, що золотом стає також їжа і пиття. Він звернувся до Діоніса з благаннями позбавити його такого дару, даного через необдумане бажання багатства. Діоніс порадив омитися в ріці Пактол. Зайшовши в її води, Мідас звільнився від обтсяжливої здатності, а пісок Пактола відтоді став золотоносним.

### Вуха Мідаса
В іншій легенді мовиться, що Мідас був одним із суддів у музичному змаганні між Аполлоном і Марсієм (варіант: Паном) і присудив першість Марсієві. Розлючений Аполлон помстився обом. З Марсія живцем зідрав шкіру, а в Мідаса раптом виросли вуха віслюка, які володар змушений був ховати під шапочкою. Вочевидь, саме такі асоціації викликав у греків традиційний фригійський ковпак з клапанами, що закривали вуха. Його таємницю знав лише цирульник, що змушений був мовчати під страхом смерті. Одного разу цирульник не витерпів і викопавши ямку в землі шепнув туди: «У царя Мідаса ослячі вуха». На цьому місці виріс очерет, шелест якого говорив усім перехожим: «У царя Мідаса ослячі вуха».
Дізнавшись про це, Мідас наказав стратити цирульника, а сам випив бичої крові (греки вважали її отруйною для всіх, крім жриць Геї) і в муках помер.

## Трактування образу
Прообразом Мідаса міг бути реальний цар мосхів Міта, що жив у XII ст. до н.е. на заході Фракії. Він був відомий великим багатством і відкриттям золота на річці Пактол. Ослині вуха, можливо, слугували символом царської влади його династії, пов'язаної з культом Діоніса, чиєю священною твариною був віслюк. Інший можливий прообраз — Мідас, який правив Фригією в кінці VIII ст. до н.е., відомий з грецьких і ассирійських джерел. Він вів торгівлю з греками і йому приписується винахід карбованих грошей.
Переказ про цирульника Мідаса ймовірно відображає звичай зрізати та ховати в землі волосся (чи голову) померлого царя як оберіг від ворогів.

## Мідас у висловах
Відомі крилаті вислови:
- «Доторк Мідаса» — здатність миттєво збільшити цінність;
- «Цирульник Мідаса» — базіка, людина, що не вміє берегти таємниць;
- «Мідасів суд» — суд неука;
- «Мідасові вуха» — неуцтво, якого не можна приховати.